# Crash Team Racing
Crash Team Racing (takođe i CTR: Crash Team Racing) trkačka je igrica, razvijena od Noti Doga i izdata od Soni kompjuter entertejmenta za konzolu Plejstejšn. 
Crash Team Racing četvrti je nastavak serijala Crash Bandicoot. Igra je doživela pozitivne ocene i kritike. Igra ima i nastavak, Crash Nitro Kart, koji je izašao 2003. za Gejm boj, Gejm kjub, Plejstejšn 2, Iksboks i Engejdž. Priča je bazirana na pokušajima glavnih junaka da spreče Nitroks okside da unište njihovu planetu tako što će ih pobeđivati u raznoraznim trkama. U igri, igrač može da izabere između petnaest različitih karaktera, iako su na početku otključani njih osam. Tokom trke, igrač može da pokupi razne dodatke koji poboljšavaju brzinu i snagu trkačkog vozila.
CTR ima i svoj tzv. rimejk pod nazivom Crash Team Racing Nitro-Fueled, koji je bio najavljen na Gejm avordsu 2018. godine.

## Bibliografija
- Crash Team Racing Instruction Booklet. Soni kompjuter entertejment. 1999.

## Spoljašnje veze
- Crash Team Racing na Mobigejmsu